# Varga János (levéltáros)
Varga János (Sótony, 1927. március 7. – Budapest, 2008. január 10.) Széchenyi-díjas magyar történész, levéltáros, a Magyar Tudományos Akadémia rendes tagja. A kora újkori és újkori magyar társadalom-, agrár- és politikatörténet kutatója. 1978 és 1990 között a Magyar Országos Levéltár főigazgatója, 1990 és 1994 között országgyűlési képviselő.

## Életpályája
Falusi környezetből származott. 1947-ben érettségizett Szombathelyen, majd megkezdte egyetemi tanulmányait a Pázmány Péter Tudományegyetem történelem-levéltár szakán. Egyetemi évei alatt az Eötvös Collegium tagja volt. Diplomáját 1951-ben szerezte meg. Ezt követően az addigra már Eötvös Loránd Tudományegyetemnek hívott intézmény középkori magyar történet tanszékén kapott tanársegédi állást, majd 1952-től a Magyar Tudományos Akadémián aspiráns. 1954-től adjunktus. 1955-ben, mindössze huszonnyolc évesen az egyetemi bölcsészettudományi karának dékánhelyettesévé avatták, emellett 1956-ban egyetemi docens lett. Az 1956-os forradalom idején az Egyetemi Forradalmi Diákbizottság elnökévé választották, valamint a Magyar Értelmiség Forradalmi Bizottsága tagja volt. 1957-ben 56-os tevékenysége miatt eltávolították az egyetemről, helyette az MTA Történettudományi Intézetébe került, ahol tudományos munkatársi beosztásban kezdett el dolgozni. 1968-ban átkerült a Művelődésügyi Minisztérium levéltári igazgatóságára, amelynek vezetője lett. Ezt a pozíciót a jogutód minisztériumoknál, illetve azok levéltári osztályain is megtartotta 1978-ig, amikor a Magyar Országos Levéltár főigazgatójává nevezték ki. Tisztségét 1990-ig töltötte be. Emellett címzetes egyetemi tanárrá avatták.
1955-ben védte meg a történettudomány kandidátusi értekezését nyílt vitában, majd 1972-ben akadémiai doktori fokozatot szerzett. Az MTA Történettudományi Bizottsága, illetve Agrártörténeti és Faluszociológiai Bizottságának lett tagja, utóbbinak később elnöke. 1990-ben megválasztották a Magyar Tudományos Akadémia levelező, 1998-ban pedig rendes tagjává. A Nemzetközi Gazdaságtörténeti Bizottság magyar szekciójának tagja, illetve a Magyar Levéltárosok Egyesülete elnöke volt. Tudományos munkái mellett a rendszerváltás utáni első szabad választáson a Magyar Demokrata Fórum országos listájáról szerzett parlamenti mandátumot. 1994-ig dolgozott országgyűlési képviselőként.
2008-ban hunyt el, az Óbudai temető 23. parcellájában nyugszik.

## Munkássága
Fő kutatási területe a kora újkori és újkori magyar társadalom-, agrár- és politikatörténet volt.
Tudományos pályájának kezdetén a jobbágyság helyzetével foglalkozott, monografikus munkákat írt. Vizsgálódási időszaka a középkori röghöz kötéstől a jobbágyfelszabadításig terjedt. Az 1970-es és 1980-as években a 19. századi magyar politikatörténetet kutatta (Deák Ferenc és a polgári büntetőrendszer tervezete, a korabeli sajtó helyzete, illetve a politikai eszmék és koncepciók története). Később a kor egyes részkérdéseivel, így a magyar-román viszonnyal, a honvédelemmel és gazdaságtörténettel foglalkozott. A 2000-es években visszatért a középkor kutatásához, ahol a korabeli határvitákról, az Árpád-kor gazdaságtörténetéről írt, illetve posztumusz kiadták egy forrástanulmányát is.
Számos tudományos közlemény szerzője, illetve társszerzője. Munkáit magyar, angol és német nyelven adta közre.

## Díjai, elismerései
- Akadémiai Díj (1965)
- Szabó Ervin-emlékérem (1982)
- Bél Mátyás-emlékérem (1984)
- Akadémiai Nagydíj (1985)
- Széchényi Ferenc-díj (2002)
- Széchenyi-díj (2005)

## Főbb publikációi
- Népfelkelő és gerillaharcok Jellasics ellen 1848 őszén (1953)
- A jobbágyi földbirtoklás típusai és problémái 1767–1849 (1967)
- A jobbágyfelszabadítás kivívása 1848-ban (1971)
- Deák és az első magyar polgári büntetőrendszer tervezete (Zalaegerszeg, 1980)
- Helyét kereső Magyarország. Politikai eszmék és koncepciók az 1840-es évek elején (1982)
- Kereszttűzben a Pesti Hírlap (Az ellenzéki és a középutas liberalizmus elválása 1841–1842-ben) (1983)
- Hallgatásra kárhoztatva: Gyurmán Adolf kiadatlan röpirata (szerk., 1985)
- Középszinten a történelemben – Frideczky Lajos memoárjai (Salgótarján, 1988)
- A Hungarian Quo Vadis? (1993)
- Románok és magyarok 1848–1849-ben (1995)
- Földeskü. Határviták lezárása a 12–15. században (2000)
- Az Árpád-kor szabaddénárosai (2006)
- A királyi serviens (2006)
- Forrástanulmány az Árpád-kori társadalom történetéhez (2008)
- A keltjobbágyfiúk legendája. Forrástanulmány az Árpád-kori társadalom történetéhez; MTA Történettudományi Intézet, Bp., 2009 (Társadalom- és művelődéstörténeti tanulmányok)